# دم‌سرخ سرسفید
دم‌سرخ سرسفید (نام علمی: Chaimarrornis leucocephalus) نام یک گونه از تیره مگس‌گیران است.

## نگارخانه

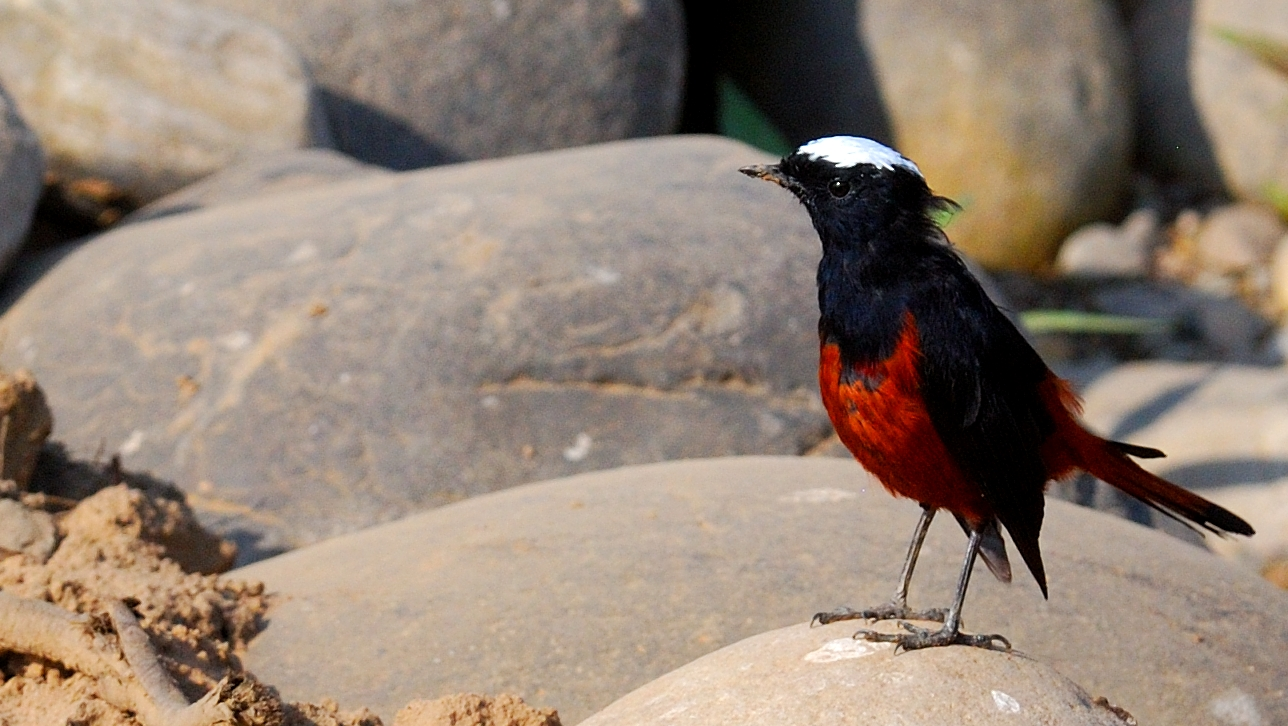